# Shaw-cum-Donnington
Shaw-cum-Donnington est une paroisse civile du Berkshire, en Angleterre.